# Кёрни, Денис
Денис Кёрни (1847—1907) — лидер Партии рабочих Калифорнии. Известен своими расистскими взглядами, активно выступал против китайских рабочих. В литературе его прозвали «выдающимся демагогом», поскольку он славился своими речами, в которых высказывал презрение в отношении прессы, капиталистов, политиков и китайских иммигрантов. Кёрни заканчивал все свои выступления фразой «И что бы ни случилось, китайцы должны уйти». Это отсылка к цензору Катону (234—149 г. до н. э.), который заканчивал свои выступления фразой «Карфаген должен быть разрушен».
Кёрни был частью движения за усиление власти рабочего класса, но через несколько лет его все более язвительный язык и аресты за подстрекательство к насилию оттолкнули многих его сподвижников.

## Биография

### Ранние годы
Кёрни родился в графстве Корк, на юге Ирландии. Год рождения точно не указан, упоминаются 1846, 1847 или 1848гг. Кёрни был вторым из семи сыновей. После смерти отца, в возрасте 11 лет, он ушел из дома и стал юнгой на клипере « Падающая звезда» и, по его собственным словам, «совершил кругосветное путешествие». В 1868 году он прибыл в Соединённые Штаты и женился на ирландке. В 1871 г. у пары родилась дочь Мэгги. Два года спустя семья Кёрни переезжает в Сан-Франциско. Там они открывают свой бизнес по перевозке грузов. В 1873 г. у них рождается сын Уильям, а в 1875 г. дочь Амелия.
В 1870-х гг. Кёрни основал ассоциацию рабочих, которая в течение года превратилась в Рабочую партию Калифорнии. В течение нескольких лет Кёрни от лица Рабочей партии выступал перед толпами безработных Сан-Франциско.

### Оратор
Несмотря на растущую критику, популярность Кёрни росла. Он регулярно выступал перед толпой на площади возле мэрии Сан-Франциско, т. н. «The Sandlot». Современники отмечали, что у него была врожденная способность возбуждать толпу. Его выступления часто длились более двух часов. Одним из его фирменных приемов было постепенно увеличивать громкость речи, пока она не достигала апогея, затем резко сбросить пальто и расстегнуть воротник. Подобные жесты всегда вызывали бурю аплодисментов.
Кёрни никогда не ходил в школу, но он много читал и любил участвовать в дебатах. Он посещал клуб ораторов в Сан-Франциско, где оттачивал свои разговорные навыки на еженедельных форумах. Один из его современников описал его как «умеренного во всем, кроме речи».

### Агитатор по борьбе с китайской иммиграцией
За короткое время он стал известен во всей Калифорнии своими выступлениями с расовым подтекстом, в которых он повторял свой лозунг «Китайцы должны уйти».
Кёрни иногда пересекался с китайско-американским активистом за гражданские права Вонг Чин Фу. Однажды Вонг вызвал Кёрни на дуэль после его выступления в Нью-Йорке в 1883 г. Вонг предложил в качестве оружия ему на выбор палочки для еды, ирландский картофель или орудия Круппа. Ситуация окончилась ничем. Дуэль не состоялась.

### Конец жизни
В последние десятилетие его интерес к общественным делам уменьшился. Обострилась старая болезнь почек. Умер он внезапно в окружении семьи. После смерти его тело кремировали